# Zeta confusum
Zeta confusum är en stekelart som först beskrevs av Joseph Charles Bequaert och Henry Salt 1931.  Zeta confusum ingår i släktet Zeta och familjen Eumenidae. Utöver nominatformen finns också underarten Z. c. pinetorum.